# 马店集镇
马店集镇，是中华人民共和国安徽省亳州市涡阳县下辖的一个乡镇级行政单位。

## 行政区划
马店集镇下辖以下地区：
马店社区、大胡社区、刘店社区、前贾村、大丁村、吴府村、蒋吴村、胜利村、魏庄村、大高村、大罗村、小康村、三相村、小刘村和红旗村。